# Бор, Фред
Фредерик Джон (Фред) Бор (англ. Fred Baur (Fredric John Baur); 1918—2008) — американский инженер-химик, разработчик и автор патента на упаковку чипсов и других продуктов Pringles.

## Биография
Родился 14 июня 1918 года в Толидо, Огайо, в семье Фредрика и Софии Бор.
Был выпускником Университета в Толидо (англ. University of Toledo) в городе Толидо, штат Огайо, США; получил степень магистра и докторскую в Университете штата Огайо. С 15 апреля 1944 года служил в ВМС США в качестве авиационного физиолога в Сан-Диего. C конца 1940-х годов работал в компании Procter & Gamble. Вышел на пенсию в начале 1980-х годов, жил в городе Цинциннати, штата Огайо.
В 1970 году компания Procter & Gamble впервые выпустила чипсы в высокой цилиндрической банке с изображением усатого пекаря Джулиуса Прингла. Именно эту банку-тубус для чипсов и придумал инженер-химик Фред Бор, запатентовав её в 1966 году, и она поступила в продажу в 1970 году. Среди других изобретений Бора известны специальное масло для жарки и лиофилизированное мороженое.
Умер Фред Бор 4 мая 2008 года в одном из хосписов в Цинциннати. Согласно завещанию после смерти тело Фреда Бора было кремировано, а его прах захоронен родственниками в одной из банок Pringles в пригороде Springfield Township (по другим данным похоронен в Mount Healthy на кладбище Arlington Memorial Gardens Cemetery).
Был женат на Элейн Бор, которая умерла в 2001 году. В семье Фреда Бора было трое детей: дочь Линда, сыновья Лоренс и Рональд.